# Antonio La Pergola
Antonio La Pergola est un universitaire et homme politique italien, né à Catane le 13 novembre 1931, mort à Rome le 18 juillet 2007.

## Biographie
Professeur de droit constitutionnel et de droit public dans les universités de Padoue, Bologne et Rome, il est nommé membre du Conseil supérieur de la magistrature en 1976, puis juge en 1978 de la Cour constitutionnelle qu'il préside entre 1986 et 1987.
Sa carrière est fortement marquée par l'Union européenne, comme rapporteur de l'arrêt de 1984 qui a défini les relations entre droit italien et droit communautaire, comme ministre socialiste aux relations avec la CEE dans les gouvernements des démocrates-chrétiens Giovanni Goria et Ciriaco De Mita, puis en tant que parlementaire européen (1989-94) et juge et avocat général de la Cour de justice des Communautés européennes (1994-2006).
En 2006, Silvio Berlusconi l'intègre dans le groupe de trois sages pour revoir les lois antitrusts.